# Osa Odighizuwa
Osawaru „Osa“ Odighizuwa (geboren am 13. August 1998 in Dayton, Ohio) ist ein US-amerikanischer American-Football-Spieler auf der Position des Defensive Tackles. Er spielte College Football für die University of California, Los Angeles und steht seit 2021 bei den Dallas Cowboys in der National Football League (NFL) unter Vertrag.

## College
Odighizuwa besuchte die David Douglas High School in Portland, Oregon. Dort spielte er Football und war zudem als Leichtathlet und als Ringer aktiv.
Ab 2016 ging Odighizuwa auf die University of California, Los Angeles, um College Football für die UCLA Bruins zu spielen. Nach einem Redshirtjahr war er 2017 Ergänzungsspieler und verzeichnete in 13 Spielen 15 Tackles, davon 5,5 für Raumverlust und einen Sack. In der Saison 2018 war Odighizuwa in den letzten acht Spielen Starter, insgesamt kam er in elf Partien auf 6,0 Tackles for Loss. In den Spielzeiten 2019 und 2020 war er Stammspieler. Nach zehn Tackles für Raumverlust in zwölf Spielen der Saison 2019 verzeichnete er in der aufgrund der COVID-19-Pandemie verkürzten Saison 2020 in sieben Partien 30 Tackles, davon sechs Tackles for Loss, und 4,0 Sacks. Odighizuwa wurde in das All-Star-Team der Pacific-12 Conference (Pac-12) gewählt.

## NFL
Odighizuwa wurde im NFL Draft 2021 in der dritten Runde an 75. Stelle von den Dallas Cowboys ausgewählt. Er kam in seiner ersten NFL-Saison – begünstigt durch verletzungsbedingte Ausfälle – in 12 von 17 Spielen als Starter zum Einsatz, dabei verzeichnete er 36 Tackles und zwei Sacks. Dabei war Odighizuwa vor allem am dritten Spieltag gegen den Divisionskonkurrenten Philadelphia Eagles sowie gegen die Carolina Panthers am vierten Spieltag auffällig. Zum Saisonende hin sah Odighizuwa weniger Spielzeit, als der verletzte Neville Gallimore wieder einsatzbereit war. In der Saison 2022 bestritt Odighizuwa alle 17 Spiele der Regular Season sowie beide Spiele in den Play-offs als Starter, dabei gelangen ihm 4,0 Sacks sowie ein weiterer Sack in den Play-offs. In sein drittes Jahr in der NFL startete Odighizuwa mit zwei Sacks beim 40:0-Sieg gegen die New York Giants am ersten Spieltag. In der Saison 2024 verzeichnete Odighizuwa 4,5 Sacks.
Im März 2025 einigte sich Odighizuwa mit den Cowboys auf eine Verlängerung seines auslaufenden Vertrags um vier Jahre im Wert von 80 Millionen US-Dollar.

### NFL-Statistiken
| Saison                             | Saison | Spiele | Spiele      | Tackles | Tackles | Tackles | Tackles | Interceptions | Interceptions | Interceptions | Interceptions | Interceptions | Fumbles | Fumbles | Fumbles |
| Jahr                               | Team   | Spiele | als Starter | Gesamt  | Solo    | Ast     | Sacks   | PD            | INT           | Yds           | Lng           | TD            | FF      | FR      | TD      |
| ---------------------------------- | ------ | ------ | ----------- | ------- | ------- | ------- | ------- | ------------- | ------------- | ------------- | ------------- | ------------- | ------- | ------- | ------- |
| 2021                               | DAL    | 16     | 12          | 36      | 21      | 15      | 2,0     | 0             | 0             | 0             | 0             | 0             | 0       | 0       | 0       |
| 2022                               | DAL    | 17     | 17          | 43      | 27      | 16      | 4,0     | 0             | 0             | 0             | 0             | 0             | 1       | 0       | 0       |
| 2023                               | DAL    | 17     | 17          | 46      | 26      | 20      | 3,0     | 0             | 0             | 0             | 0             | 0             | 0       | 0       | 0       |
| 2024                               | DAL    | 17     | 17          | 47      | 25      | 22      | 4,5     | 1             | 0             | 0             | 0             | 0             | 1       | 0       | 0       |
| Gesamt                             | Gesamt | 67     | 63          | 172     | 172     | 73      | 13,5    | 1             | 0             | 0             | 0             | 0             | 2       | 0       | 0       |
| Quelle: pro-football-reference.com |        |        |             |         |         |         |         |               |               |               |               |               |         |         |         |

## Persönliches
Odighizuwas älterer Bruder Owa Odighizuwa spielte ebenfalls Football, als Defensive End. Er wurde im NFL Draft 2015 in der dritten Runde von den New York Giants ausgewählt, wurde aber nach zwei Jahren entlassen, ein Comebackversuch 2018 verlief erfolglos. Sein Vater verübte 2002 einen Amoklauf mit drei Toten an der Appalachian School of Law in Grundy, Virginia. Daraufhin zog Odighizuwa mit seiner Mutter und seinen drei älteren Brüdern nach Portland, Oregon, wo er aufwuchs.